# Passat (Schiff, 1911)
Die Passat ist eine Viermast-Stahlbark, die als einer der legendären Flying P-Liner der Reederei F. Laeisz 1911 bei Blohm & Voss vom Stapel lief und heute im Hafen von Travemünde liegt.
Sie wurde zunächst unter sechs Laeisz-Kapitänen als Frachtsegler zwischen Europa und Südamerika eingesetzt. Im Eigentum von Gustaf Erikson diente sie vor allem für den Weizentransport zwischen Australien und Europa (→ Siehe auch Weizenregatta). In den 1950er Jahren wurde sie als Frachtsegelschulschiff zwischen Europa und Südamerikas Ostküste eingesetzt. Insgesamt umrundete sie 39-mal das wegen seiner Wetterbedingungen berüchtigte Kap Hoorn (sogenannter Kap Hoornier). Als 1957 das Schwesterschiff Pamir in einem Hurrikan sank und die Passat selbst kurz danach nur knapp dem Untergang in einem Orkan entging, wurde das Schiff vor dem Hintergrund sinkender Rentabilität außer Dienst gestellt.
Heute dient die Passat als Museum, Übernachtungsort und Veranstaltungsort.

## Nutzung als Museumsschiff
1959 wurde die Passat von der Stadt Lübeck gekauft und ist seit 1960 als stationäres Museumsschiff, Jugendherberge und Veranstaltungsort in Travemünde im Segelschiffhafen an der Travemündung aufgelegt. Seit 1978 steht die Passat unter Denkmalschutz und gilt heute als das Wahrzeichen von Travemünde. Die Passat steht als Veranstaltungsort, Museumsschiff (60.000 Besucher, Stand 1996) und im Sommer für Schulklassen als Jugendherberge zur Verfügung und bietet 106 Betten in 35 Kajüten, ferner drei Gruppenräume. Auf der Passat kann standesamtlich geheiratet werden. Daneben gibt es auch die nicht-standesamtliche zeremonielle Kapitänstrauung.

## Geschichte

### Von 1911 bis 1939
1910 ging das Fünfmastvollschiff Preussen der Reederei F. Laeisz verloren. Wegen des Rückgangs der Frachtsegelschifffahrt und mangelnden Frachtangebots für Großsegler auf den Ausreisen nach Südamerika hatte F. Laeisz bei der Hamburger Werft Blohm & Voss 1909 schon die beiden kleineren Viermastbarken Passat und Peking in Auftrag gegeben, deren Ladekapazitäten nur etwa halb so groß waren.
Die Passat hatte zwei einzylindrige Petroleummotoren vom Typ Gnom der Motoren-Fabrik Oberursel und dienten zum Bedienen des Ladegeschirrs und der Ankerwinden.
Beim Stapellauf am 20. September 1911 wurde das Schiff nach dem Passatwind benannt. Taufpatin war Gertrud Grau; der Taufspruch der Passat lautete:
Der Sturm bedroht in der Nordsee den Segler.

Dichter Nebel im verkehrsreichen Kanal bereitet Gefahr.

Des Ozeans ganze Wucht trifft ihn in der Biscaya.

Erst wenn der Wendekreis überschritten,

zieht mit den vom Passat geschwellten Segeln

das Schiff in schnellem Lauf seinem Ziele zu.

Mögen günstige Winde Dich, Du stolzes Schiff,

stets schnell und sicher in den schützenden Hafen geleiten.

Diesem Wunsche soll Dein Name Ausdruck geben.

Ich taufe Dich Passat.

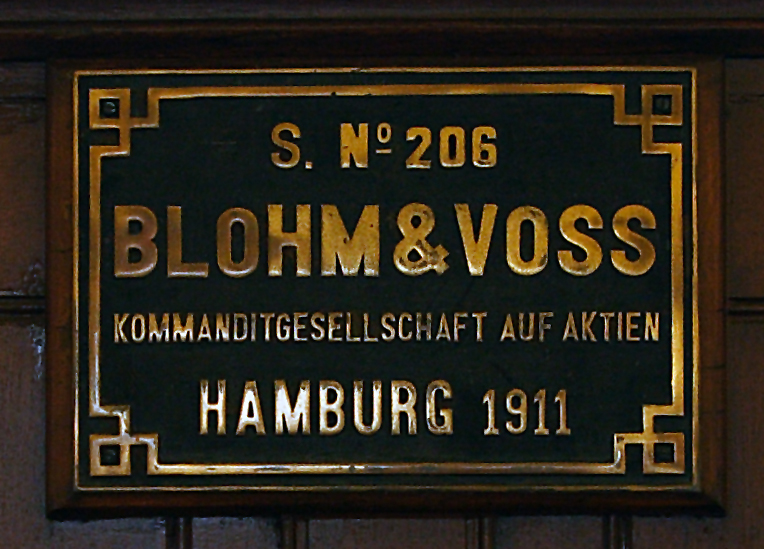
Typenschild mit Baunummer

Für einen Preis von 680.000 Goldmark war das Schiff am 25. November 1911 seefertig. Am 24. Dezember 1911 lief die Passat unter Kapitän J. Wendler zu ihrer Jungfernfahrt von Hamburg um Kap Hoorn nach Chile aus. In der Folge wurde die Passat zwischen Europa und Lateinamerika eingesetzt. Sie zeigte dabei ausgezeichnete Segeleigenschaften, erreichte unter 4.100 m² Segelfläche eine Geschwindigkeit von bis zu 18 Knoten und bot dadurch der zunehmenden Dampfschifffahrt eine ernstzunehmende Konkurrenz.
Nach Beginn des Ersten Weltkriegs blieb das Schiff unter Kapitän Otto Pieper im Hafen von Iquique in Chile interniert und konnte erst im Mai 1921 nach Europa (Marseille) zurückkehren.  Dort wurde die Passat als Kriegsentschädigung an Frankreich abgetreten. Weil der französische Staat keinen Bedarf an dem Schiff hatte, wurde es zum Kauf angeboten. Im Dezember 1921 erwarb die Reederei Laeisz ihr Schiff zum Preis von 13.000 Britischen Pfund zurück und setzte es ab dem folgenden Jahr wieder im Salpeterhandel ein.

Segelbezeichnung der Viermastbark Passat

1925 wurde die Passat zum frachttragenden Schulschiff umgebaut. Durch ihre Geschwindigkeit war sie in dieser Zeit rentabler als jedes Dampfschiff. Am 25. August 1928 kollidierte sie unter Kapitän Eilert Müller vor Dungeness/Kanal mit dem französischen Dampfschiff Daphne, das den Bug von Passat zu kreuzen versuchte und binnen zehn Minuten mit ihrer Ladung von 2.000 Tonnen Erz sank. Müller ließ die Besatzung der Daphne über den Klüverbaum auf die Passat kommen, dann ließ er backbrassen (zurückfahren) und fuhr das Schiff damit frei. Die Passat musste mit kleineren Schäden (demolierter Vorsteven und Wassereinbrüche in der Vorpiek) zur Reparatur auf die Werft nach Rotterdam, wurde zurückgeschleppt und konnte schon am 2. September ihre Reise nach Chile fortführen. Am 10. Juni 1929 kam es erneut zu einem Unfall, die Passat stieß unweit Feuerschiff Royal Sovereign an Backbord mit dem englischen Dampfschiff British Governor zusammen. Wieder wurde sie, diesmal vom Bergungsschlepper Hermes, auf die Werft nach Rotterdam gebracht, diesmal mit schwereren Schäden, so dass sie erst am 18. Juli weitersegeln konnte.
Als die Salpeterfahrten durch die großtechnische Herstellung (Haber-Bosch-Verfahren, Ostwald-Verfahren) von Salpeter (als Stickstoffdünger und Sprengstoff anstatt des Chilesalpeters) unrentabel wurden, verkaufte F. Laeisz die Passat 1932 an den finnischen Reeder Gustaf Erikson. Bis zum Zweiten Weltkrieg wurde das Schiff auf sieben Fahrten nach Australien eingesetzt. 1934, 1937 und 1938 gewann sie dabei die Weizenregatta, ein inoffizielles, aber prestigeträchtiges Wettrennen der frachtfahrenden Großsegler von Europa nach Australien und mit einer Weizenladung, über Kap Hoorn zurück nach Europa.

### Von 1939  bis 1959
1939 ging das Schiff auf der Reede seines neuen Heimathafens Mariehamn vor Anker, wurde 1944 nach Stockholm geschleppt und dort bis 1946 als Getreidespeicher eingesetzt.
Nach dem Krieg blieben Erikson nur drei Großsegler, die Pommern, die Viking und die Passat.
Nachdem Erikson 1947 gestorben war, erhielt seine Reederei zusätzlich 1948 die im Krieg beschlagnahmten Schiffe Pamir und Archibald Russell zurück. Die Passat gewann daraufhin 1949 noch einmal die Weizenregatta. Danach bemühte sich Eriksons Sohn, sämtliche Großsegler abzustoßen und die Reederei auf Dampfschiffe umzustellen. So wurde die Passat ebenso wie die Pamir vorerst als Lagerraum an die britische Regierung verchartert.
Als die Charter 1951 ablief, wurden die beiden Schiffe für je 20.000 Pfund an belgische Abwracker verkauft. Eine Interessengemeinschaft um Kapitän Helmut Grubbe und den Lübecker Reeder Heinz Schliewen rettete die beiden Schiffe und überführte sie unter Eignerschaft der Reederei Breyer & Co (alleiniger Inhaber H.Schliewen) nach Travemünde, wo sie am 10. Juni ankamen. In der Folge wurden die Schiffe bei den Howaldtswerken in Kiel zu frachttragenden Segelschulschiffen umgebaut. Um in Zukunft Schlepperkosten zu sparen, erhielt die Passat einen Krupp-F46-Dieselmotor von 900 PS. Größere Veränderungen waren außerdem nötig, um den Sicherheitsstandards des beim Bundesverkehrsministerium neu gegründeten Arbeitsausschusses „Segelschulschiffe“ zu genügen.
Die Viermastbarken wurden wieder in Betrieb genommen. Auf den Fahrten wurden nun zusätzlich Berufsschiffer seemännisch ausgebildet. Unter Kapitän Hermann Heuer brach die Passat am 12. Februar 1952 zu ihrer ersten Fahrt als deutsches Segelschulschiff auf und fuhr mit 54 Kadetten an Bord von Brake nach Südamerika. Die Rückreise endete am 16. Juni in Antwerpen unter Kapitän Alwin Günther, da  Kapitän Heuer als erster Schulleiter die Seemannsschule auf dem Priwall am 5. Mai 1952 übernahm. Im Dezember 1952 ging es unter Kapitän Günther von der Ostküste Südamerikas nach Aarhus (Dänemark). Doch es kam zu Finanzierungsschwierigkeiten. Im Februar 1953 musste Heinz Schliewen Konkurs anmelden, die Passat wurde nach Travemünde überführt. Im April 1954 wurde sie, zusammen mit der Pamir, an den Hauptgläubiger, die Landesbank und Girozentrale Schleswig-Holstein, übereignet.
Im Dezember 1954 wurde die Passat von der Stiftung Pamir und Passat, einem Konsortium von 40 deutschen Reedern, zur Weiterführung der Schulschiffsausbildung übernommen. Unter der Kontorflagge von Zerssen & Co. wurde die Passat wieder zwischen Europa und Südamerika (Argentinien und Uruguay) eingesetzt. Die Ausbildung wurde zum Teil über die Frachten-Treuhand-Gesellschaft mit Getreidekäufen für Deutschland finanziert. Partner auf argentinischer Seite waren die Schiffsmakler der Agencia Marítima Sudocean, die, gegründet 1952 durch Albert von Appen, nun unter Leitung von Herbert Huthoff und Thilo Martens auch für die Kontakte der Mannschaften zur einheimischen Bevölkerung sorgten.
Wenige Wochen nach dem Untergang der Pamir 1957 überstand die Passat Anfang November auf der Heimreise von Buenos Aires (Argentinien) nur knapp einen schweren Sturm: Südwestlich der Biscaya geriet sie in einen Orkan, den sie vier Tage lang abreiten musste. Dabei verrutschte ihre Gerstenladung, und sie erhielt zunehmend starke Backbord-Schlagseite bis zu 50–55°. Anders als auf der Pamir konnte auf der Passat aber unter anderem der Steuerbord-Tieftank geflutet werden (5. November 1957). Das Schiff behielt zwar weiterhin eine gefährliche Schräglage und lief die letzten eineinhalb Tage unter Kentergefahr, aber am 8. November 1957 lief die Passat in Lissabon als Nothafen ein. Nach Umladen der Gerste konnte das Schiff aus eigener Kraft nach Hamburg weitersegeln. Dort wurde es nach Löschen der Ladung ausgemustert und aufgelegt. Schließlich scheiterten auch die Bemühungen eines amerikanischen Interessenten, die Passat unter liberianischer Flagge einer touristischen Nutzung zuzuführen. Es drohte erneut das Abwracken.

### Seit 1959: Im Eigentum von Lübeck
GNOM-Motor an Deck der PASSAT

Link zum Bild

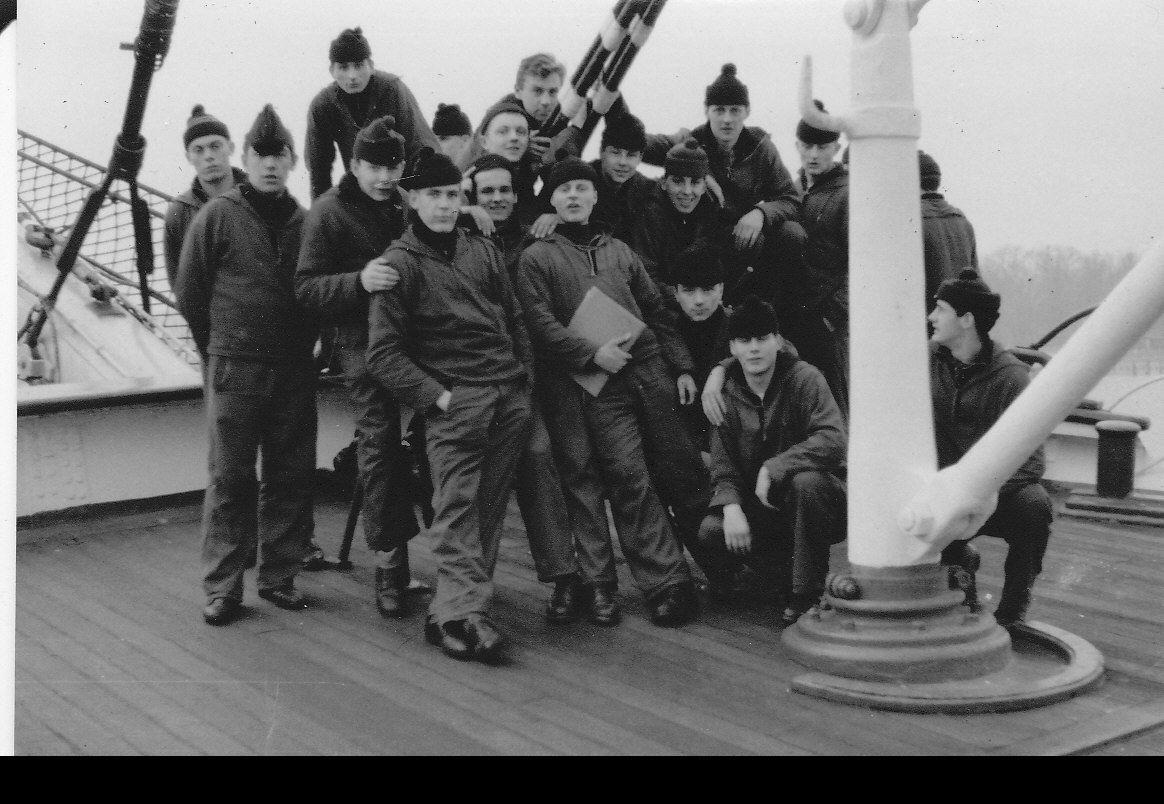
Priwall-Lehrgang 108 Steuerbordwache auf der Passat – Nov 1961 bis Feb 1962

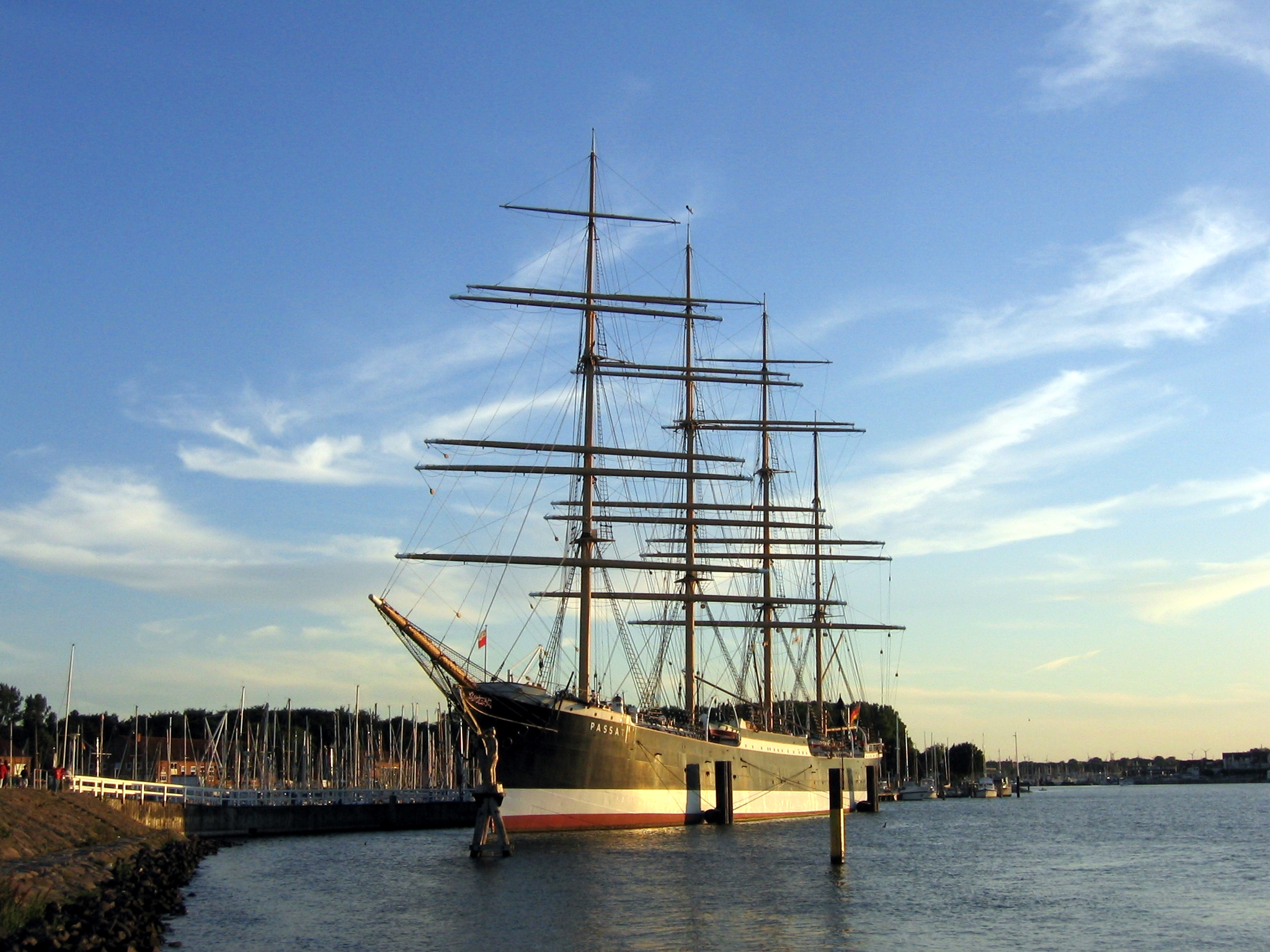
Die Passat in Travemünde 2006

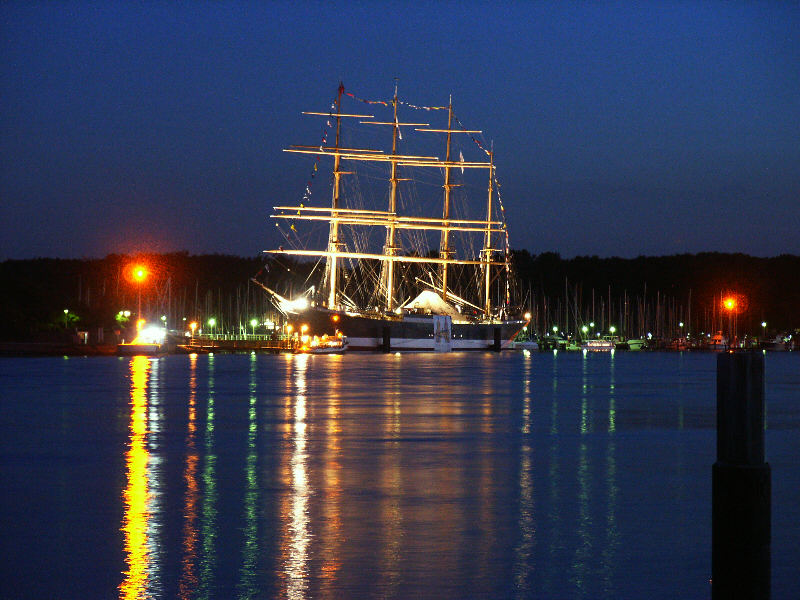
Die Passat bei Nacht (vor 2017)

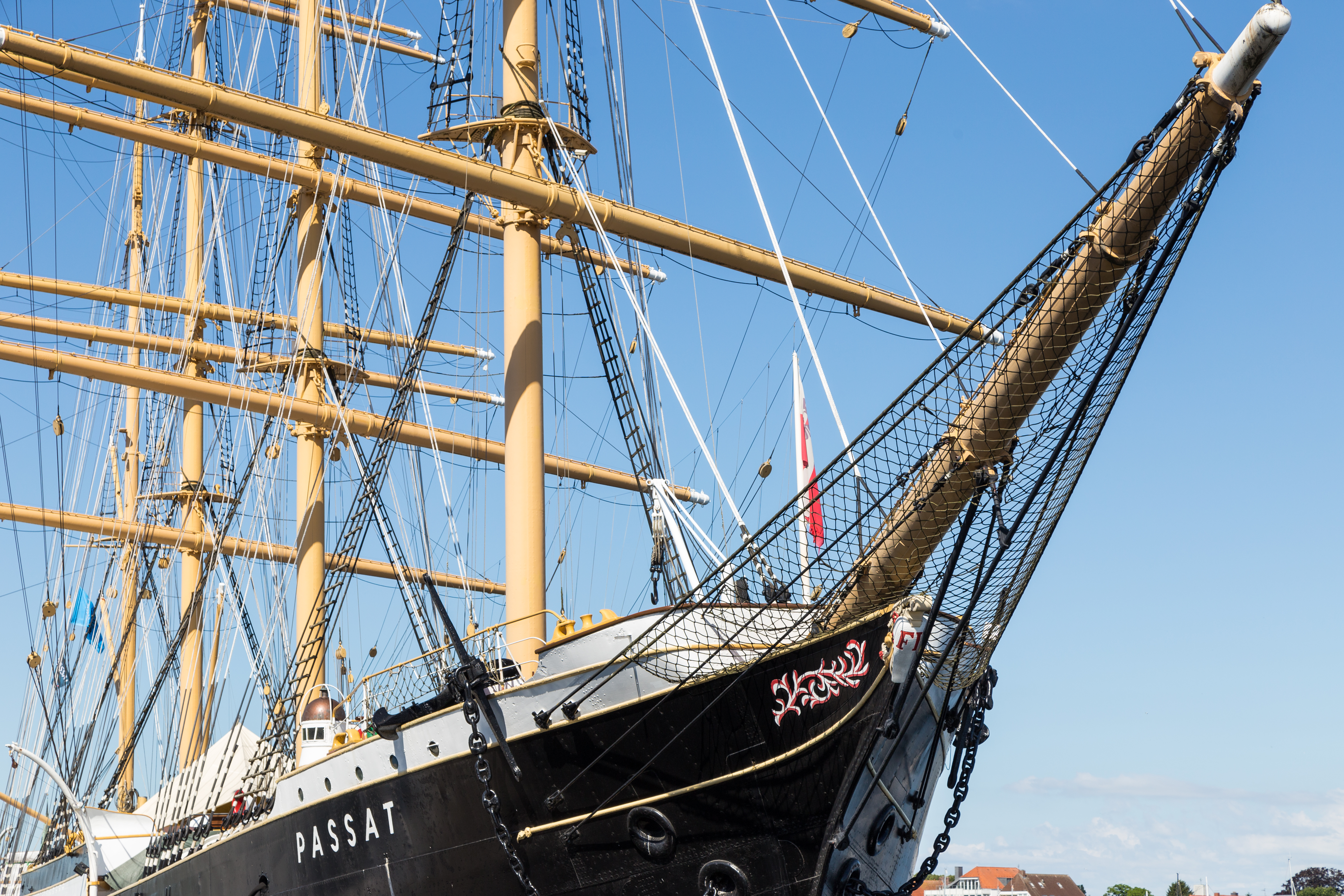
„Passat“ in Travemünde

Am 15. Dezember 1959 wurde die Passat für 315.000 DM von der Hansestadt Lübeck gekauft, und am 1. August 1960 unter Führung von Kapitän Robert Clauß von Hamburg zu ihrem heutigen Liegeplatz am Priwallufer in Travemünde, nahe der Mündung der Trave überführt.  Die Passat wurde zunächst als Schulstätte für die Schleswig-Holsteinische Seemannsschule und 1966 als Museum und internationale Begegnungsstätte – zum Beispiel im Rahmen des Jugendaustausches des Deutsch-Französischen Jugendwerkes – in Betrieb genommen.
In späteren Jahren diente das Schiff als Jugendherberge. Die Passat wurde mit Toiletten, Waschräumen und Duschen ausgerüstet. Da die Passat nun festlag, wurde auch permanent Trinkwasser vom Land genutzt. Dennoch erinnert weiterhin viel an das frühere Leben auf dem Schiff, nicht nur die Enge der Gruppen-Unterkünfte. So sind noch immer die Schweineställe auf dem Vorschiff zu sehen, in denen in den aktiven Zeiten des Schiffs Lebendvieh als Ergänzung des Proviants gehalten wurde.
1978 wurde das Schiff als Beispiel deutscher Seefahrtsgeschichte unter Denkmalschutz gestellt. Ein Jahr später wurde von Mitgliedern des Lübecker Sportausschusses der Verein „Rettet die Passat e. V.“ gegründet, der seither für den Erhalt der Passat arbeitet.
1997 bis 1998 wurde die Passat für 7,2 Mio. DM auf der Flender-Werft im Auftrag der Stadt Lübeck einer Grundinstandsetzung unterzogen. Unter anderem wurden 5.000 der 24.000 Nietköpfe des Schiffes von außen nachgeschweißt und rund 1000 Löcher in Blechen auf dem Schiff repariert. Außerdem barg man die beiden rund 4 t schweren Anker des Schiffes, die seit Jahren auf dem Grund der Trave lagen.
Das Schiff ist nach wie vor schwimmfähig, aber nicht mehr fahrtüchtig – der mit Schweißarbeiten reparierte Stahlrumpf ist nicht mehr flexibel genug, um der Gewalt der Wellen auf offener See standzuhalten. Viele Lübecker und Besucher haben den Wunsch geäußert, das Schiff wieder in einen fahrtüchtigen Zustand zu versetzen und als Segelschiff einzusetzen. Es wurde auch ein Verein zu diesem Zweck gegründet. Die Stadt Lübeck hat vor allem wegen der ungewissen Finanzierung entsprechende Pläne stets abgelehnt. Der Verein Passatwind e. V. hat sich daraufhin den Neubau einer Dreimastbark unter dem Namen Passatwind zum Ziel gesetzt; die Konstruktionspläne nehmen sich das 1953 in Hamburg gebaute indonesische Schulschiff Dewaruci zum Vorbild. Zurzeit soll außerdem von einem wohlhabenden Reeder eine Kopie des Schiffes gebaut werden, das anstatt der Passat als aktives Segelschiff auf Fahrt gehen soll.
Im Mai 2011 wurde der 100. „Geburtstag“ des Schiffs begangen und zu diesem Anlass gab die Stadt Lübeck in Zusammenarbeit mit den Lübecker Nachrichten, der Sparkasse zu Lübeck und der Fa. Euromint eine offizielle Jubiläumsprägung 100 Jahre Segelschiff Passat in reinem Feinsilber und Feingold heraus.
Die Erhaltungskosten der Passat liegen pro Jahr bei ca. 350.000 Euro, gemeinsam getragen von der Stadt Lübeck und durch Spenden (Stand 2016).

## Vom Deck der Passat

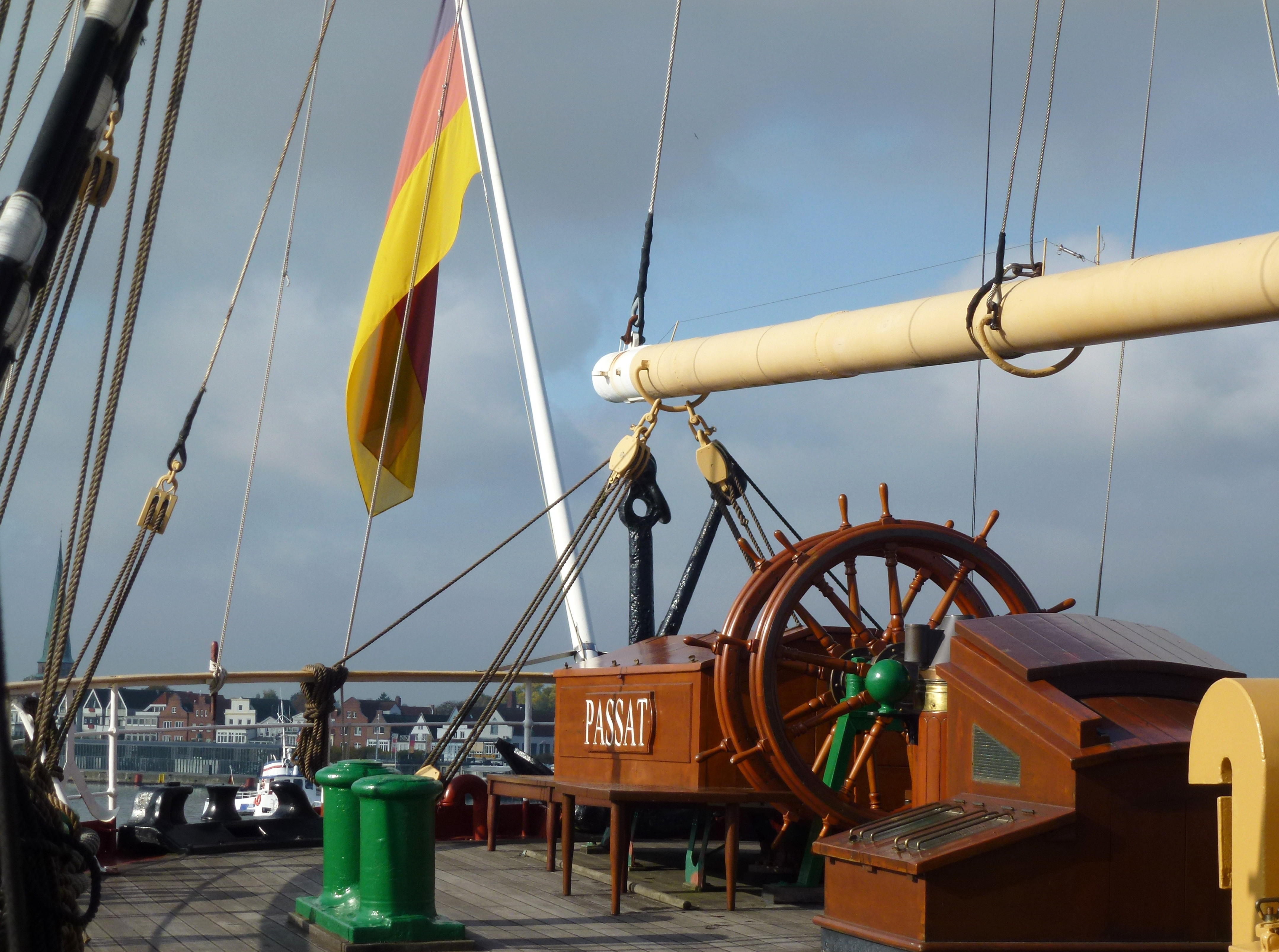
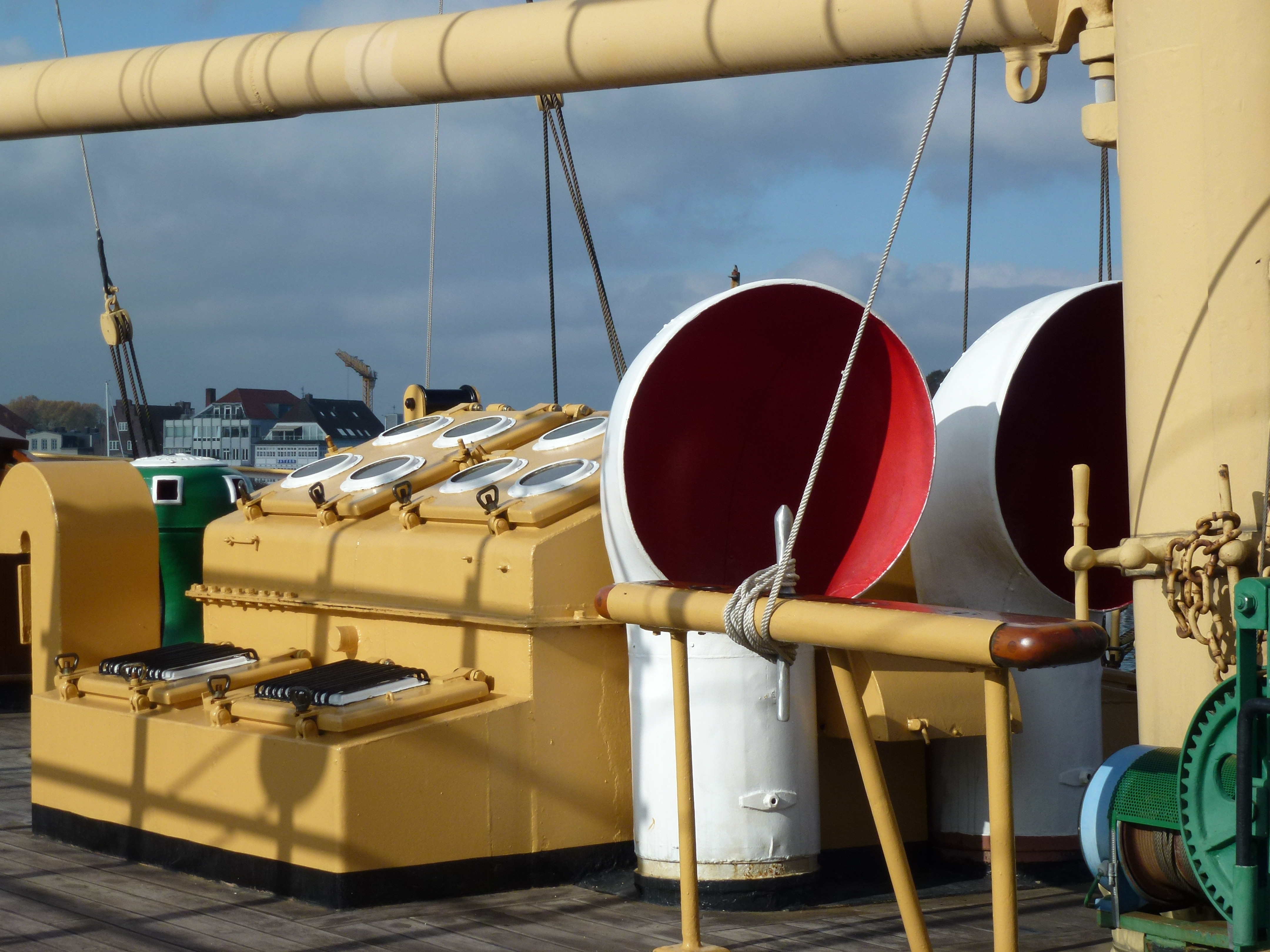
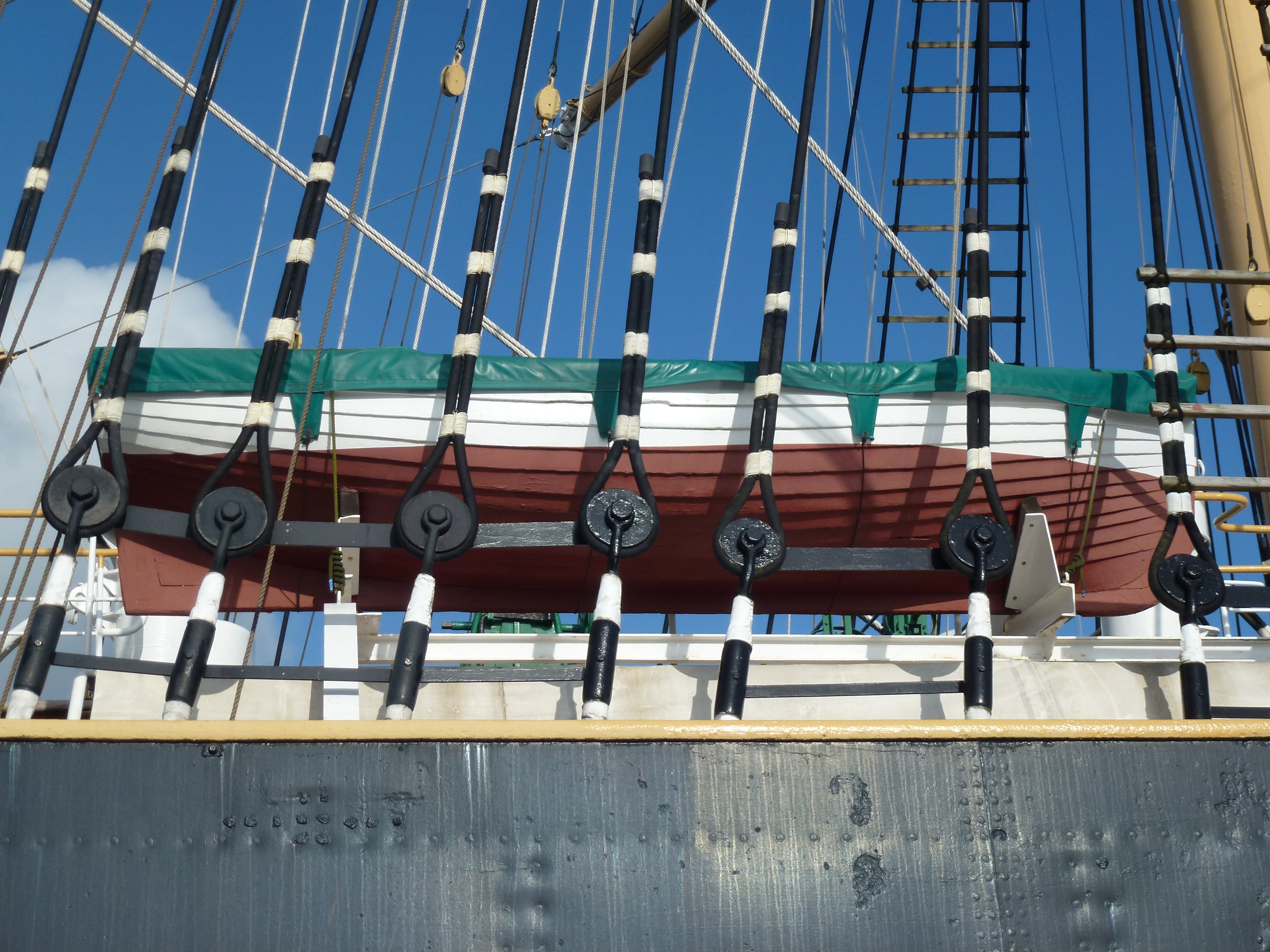
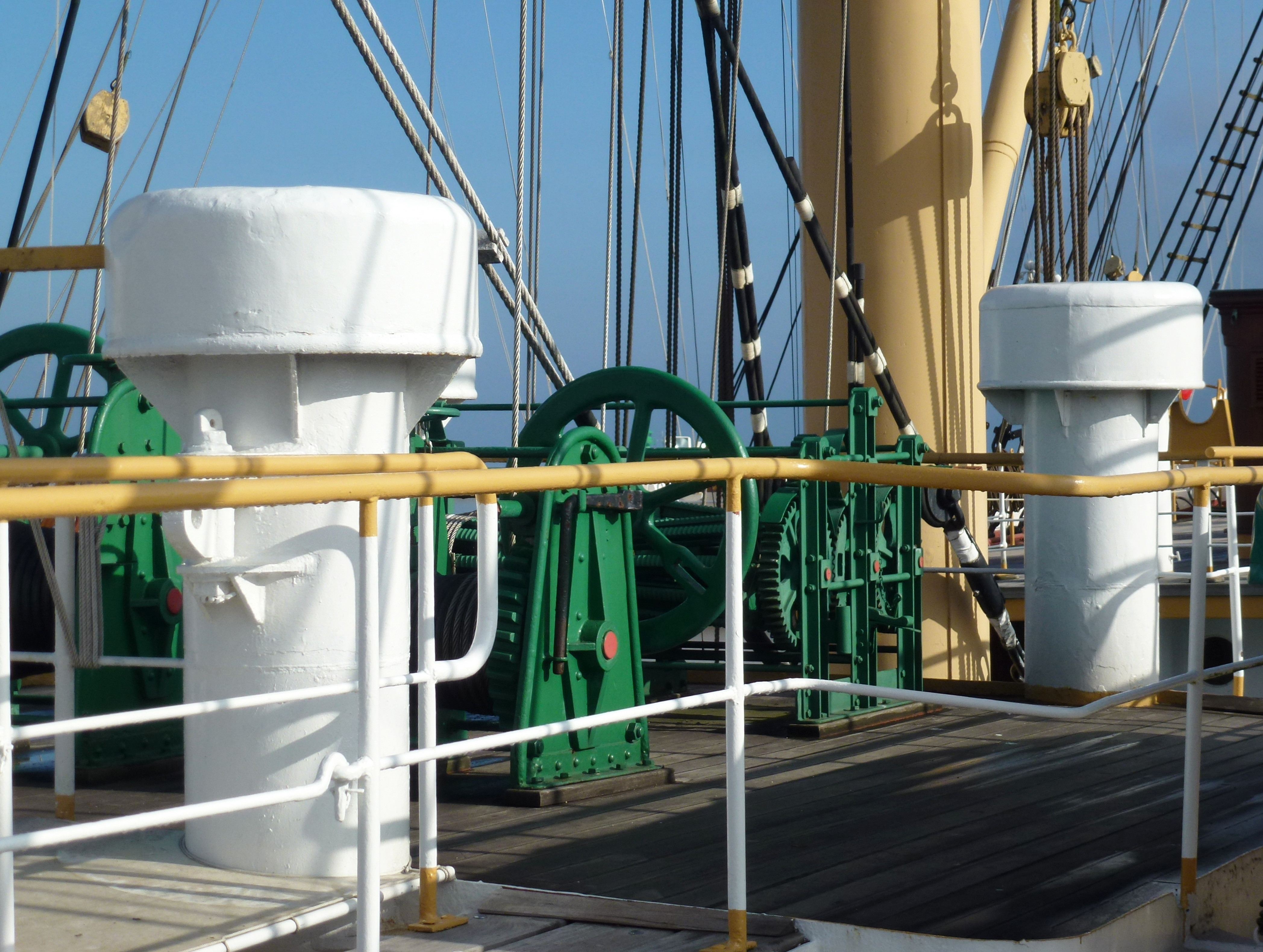

## Schwesterschiffe: „Die acht Schwestern“

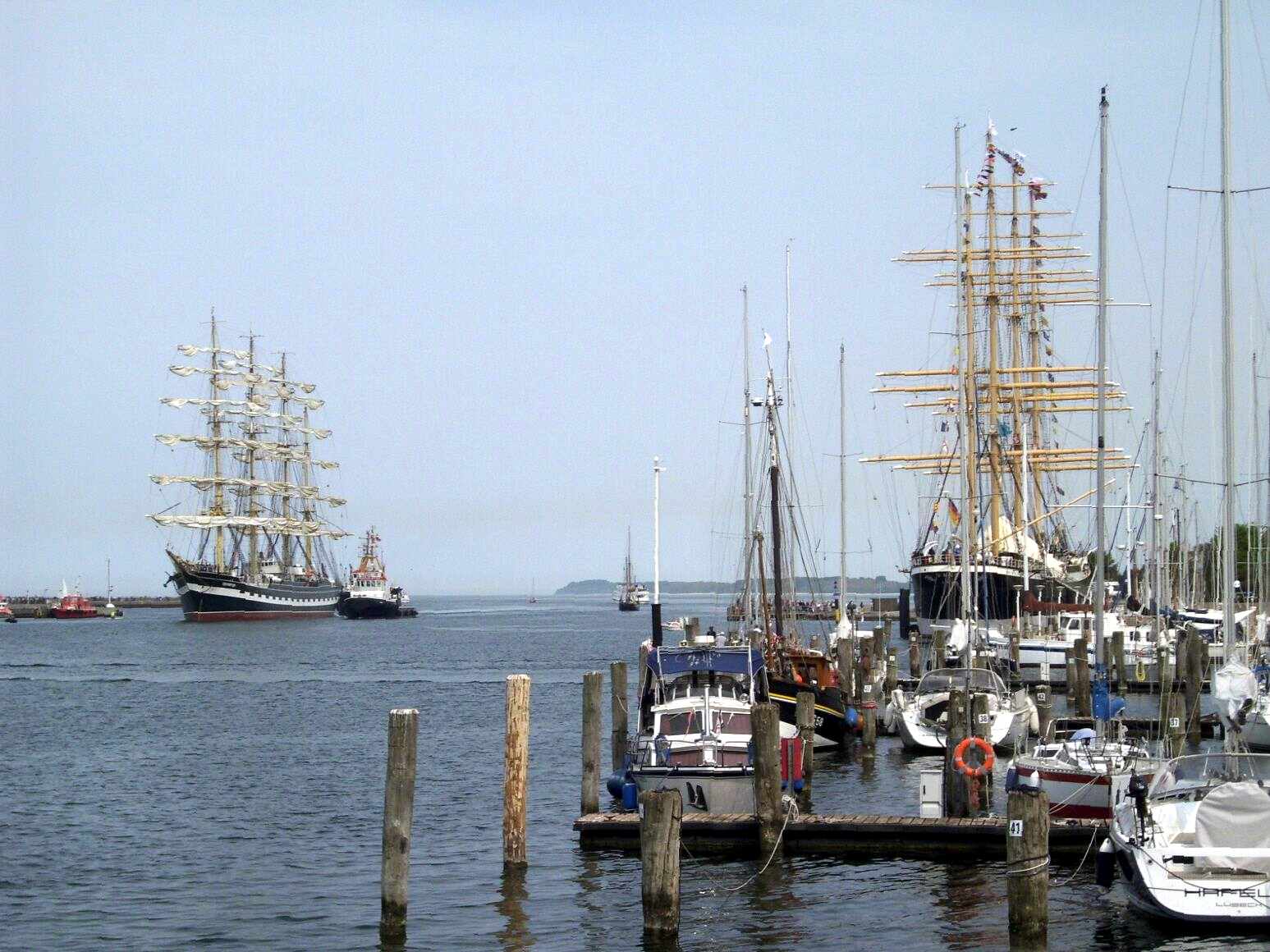
Die Kruzenshtern trifft die Passat anlässlich deren hundertsten Geburtstags (2011)

Wegen der Ähnlichkeit in Bauart und Größe hießen die letzten acht Viermastbarken von F. Laeisz „Die acht Schwestern“: Pangani (1903), Petschili (1903), Pamir (1905), Peking (1911), Passat (1911), Pola (1918), Priwall (1920) und Padua (1926; heute Krusenstern), obwohl streng genommen nicht alle von ihnen echte Schwesterschiffe waren. Echte Schwesterschiffe waren Peking und Passat bzw. Pola und Priwall, die jeweils nach gleichen Bauplänen erstellt waren. Die Pamir hatte abweichende Hauptabmessungen, die auch auf den Versuch zurückgingen, die Rumpfform des Seglers im Verhältnis zur Ladefähigkeit zu optimieren.
Nach sehr unterschiedlichen Schicksalen sind von den „acht Schwestern“ heute noch die Passat (Travemünde), die Peking (Hamburg) und die Kruzenshtern (ex Padua) erhalten. Die Krusenstern ist das einzige der Schiffe, das – als Segelschulschiff des russischen Ministeriums für Fischwirtschaft mit Heimathafen Kaliningrad – heute noch zur See fährt.
Die Stahlviermastbark Pangani wurde 1913 im Ärmelkanal von einem französischen Dampfer gerammt und sank nach nur zehn Betriebsjahren; nur vier der vierunddreißig Besatzungsmitglieder überlebten das Unglück. Die Stahlviermastbark Petschili strandete durch einen Norder (nördlicher Sturm an der Südwestküste Südamerikas) nach einem Bruch der Ankerkette am 12. Juli 1919 bei Valparaíso. Die Pola kam für F. Laeisz nie in Fahrt, sondern ging direkt als Reparationszahlung nach Frankreich und fuhr dort als Richelieu; sie wurde nach einem Brand 1926 in Baltimore abgewrackt. Die Priwall wurde 1941 an die chilenische Regierung verschenkt, die sie als Schulschiff Lautaro einsetzte; 1945 ging das Schiff nach einem Ladungsbrand (Guano) verloren. Die Pamir sank am 21. September 1957 in einem Hurrikan.